# 固有射
固有射（こゆうしゃ、英: proper morphism）とは、スキームの射で、
複素解析空間の固有写像の代数幾何学における類似物である。
体 k 上固有な 代数多様体は完備多様体とも呼ばれる。例えば、体 k 上の任意の射影多様体は k 上固有である。複素数体 C 上の有限型スキーム X（例えば代数多様体）が C 上固有であるためには、その複素数値点の空間 X(C) が古典的な（ユークリッド）位相のもとでコンパクトかつハウスドルフになることが必要十分である。
閉埋入（closed immersion）は固有射である。スキームの射が有限射（finite morphism）であることと、固有射かつ準有限射（quasi-finite morphism）であることは同値である。

## 定義
スキームの射 f: X → Y が絶対閉（universally closed）とは、任意のスキーム Z と射 Z → Y に対してファイバー積からの射影
{\displaystyle X\times _{Y}Z\to Z}
が位相空間の写像として閉写像となっていることを言う。スキームの射が固有であるとは、分離的かつ有限型かつ絶対閉であることを言う。またこのとき、X は Y 上固有と言われ、体 k 上の代数多様体 X の構造射 X → Spec(k) が固有であるときは k 上固有と言われる。
体 k 上固有なスキームはまた k 完備スキームとも呼ばれる。完備という言葉が使われている理由は次のように説明できる。k 完備スキーム X がある k 上の分離的スキーム Y に開部分スキームとして埋め込むことができたとする。埋め込みを与える射 X → Y は#性質と特徴付けの最後にあげられている性質により固有射となるので、その像は開集合であるのみならず閉集合、したがって X は Y の連結成分となる。このように、k 完備スキームに対しては無限遠成分をつけ加えてスキームを作るといったアフィン代数多様体に対してできたことができず、たしかに完備なのである。
絶対閉の概念を用いた代数幾何学における固有性の定義はシュヴァレーによる
。

## 例
n を自然数 、Pn を可換環 R 上の射影空間とすると、これは R 上固有である。射影的射は固有であるが、全ての固有射が射影的とは限らない。例えば、固有かつ滑らかなな3次元複素代数多様体であって、C 上非射影的なものの存在が知られている。体 k 上の次元が正なアフィン多様体は決して k 上固有にならない。より一般に、固有なアフィン射は必ず有限射である。例えば、簡単に分かることだが、体 k 上のアフィン直線 A1 は射 A1 → Spec(k) が絶対閉ではないので k 上固有ではない。実際、この射の A1  のファイバー積への引き戻し
{\displaystyle \mathbb {A} ^{1}\times _{k}\mathbb {A} ^{1}\to \mathbb {A} ^{1}}
は (x,y) ↦ y によって与えられるが、これによる A1 × A1 = A2 の閉部分集合 xy = 1 の像が A1 − 0 となり、これは A1 の閉集合ではないので、閉ではない。

## 性質と特徴付け
以下では f: X → Y をスキームの射とする。
- 2つの固有射の合成は固有である。

- 固有射 f: X → Y の基底変換（英語版）は固有である。つまり、任意のスキームの射 g: Z → Y に対して、自然な射影 X ×Y Z → Z は固有である。

- 固有性は基底（のザリスキー位相）についての局所的性質（英語版）である。つまり、Y が開部分スキームの集合 Yi で被覆されており、f を f−1(Yi) に制限したものが全て固有ならば、f も固有である。

- もっと強く、固有性は基底の fpqc 位相（英語版）に関して局所的な性質である。例えば、X を体 k 上のスキーム、E を k の拡大体とすると、X が k 上固有であることと基底変換 XE が E 上固有であることは同値である[6]。

- 閉埋入（英語版）は固有である。

- もっと一般に、有限射は固有である。これは上昇定理の帰結である。

- スキームの射が有限であることと、固有かつ準有限（quasi-finite）であることは同値である（ドリーニュ）[7]。射 f: X → Y が局所的に有限表示のときは、これはグロタンディークによって証明されていた[8]。この仮定は、Y がネータースキームなら他の前提条件から従う。

- スキーム S 上固有な X と S 上分離的な Y に対して、S 上の任意の射 X → Y の像は Y の閉部分集合である[9]。これは、コンパクト空間からハウスドルフ空間への連続写像の像は閉部分集合であるという、位相幾何学の定理の類似になっている。

- （シュタイン分解（英語版）定理）f が局所ネータースキームへの固有射であれば、X → Z → Y と分解できる。ここで、X → Z は固有かつ全射かつ幾何的に連結なファイバーを持つ射で、Z → Y は有限射である[10]。

- （チャウの補題（英語版））固有射は射影的射（英語版）と密接に関係している。これの１つの定式化は次である。準コンパクトスキーム Y 上の固有スキーム X が有限個の既約成分だけを持つ（Y がネーターならば自動的に満たされている）なら、全射の射影的射 g: W → X で W が Y 上射影的なものが存在する。さらに、g が X の稠密な開部分集合 U の上で同型写像で、g−1(U) が W で稠密とすることができる。また、X が整なら W も整とすることができる[11]。

- （一般化された永田のコンパクト化定理（英語版））準コンパクトかつ準分離的（英語版）であるスキーム間の有限型分離射は、開埋入と固有射に分解できる（ドリーニュ）[12]。

- 局所ネータースキーム間の固有射は層の連接性を保つ。すなわち、連接層 F の高次順像 Rif∗(F)（特に順像 f∗(F)）は連接層である[13]。（グラウエルト（英語版）とレンメルト（英語版）は、複素解析空間の固有写像による高次順像は同様に層の解析的連接性を保つことを証明した。）これから、この定理の非常に単純な適用例として、体 k 上固有な スキーム X の正則関数のなす環は有限次元 k ベクトル空間であることが分かる。これは体 k 上のアフィン直線の正則関数のなす環は多項式環 k[x] であり、有限次元 k ベクトル空間ではないことと対照的である。

- これは次のように少し一般化できる[14]。{\displaystyle f\colon X\to S} を有限型な射、S は局所的にネーター、{\displaystyle F} を {\displaystyle {\mathcal {O}}_{X}} 加群とする。F の台が S 上固有ならば、全ての {\displaystyle i\geq 0} に対して高次順像 {\displaystyle R^{i}f_{*}F} は連接層である。

- X を複素数体上の有限型スキームとすると、その複素数値点の集合 X(C) は複素解析空間になり、古典的な（ユークリッド）位相が入る。X と Y が C 上分離的かつ有限型ならば、C 上の射 f: X → Y が固有であることと、誘導された連続写像 f: X(C) → Y(C) が固有であること、すなわち任意のコンパクト集合の逆像がコンパクトになることは同値である[15]。

- 射 f: X→Y と g: Y→Z の合成 gf が固有で g が分離的ならば、f は固有である。これは、例えば次節の判定法を使って容易に示すことができる。

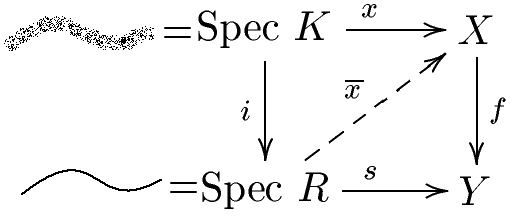
固有性の付値判定法

## 固有性の付値判定法
シュヴァレーに遡る、固有性の付値判定法と呼ばれる非常に直感的な固有性の判定法がある。f: X → Y をネータースキーム間の有限型射とする。このとき、f が固有であるための必要十分条件は、R を任意の離散付値環、K をその商体、x ∈ X(K) を K 値点とするとき、像 f(x) が R 上定義されるならば一意的な持上げ {\displaystyle {\overline {x}}\in X(R)} が存在することである。より一般に、任意のスキーム X と Y の間の有限型の準分離射 f: X → Y（有限型なら準コンパクトであることに注意）が固有であるための必要十分条件は、R を任意の付値環、K をその商体、x ∈ X(K) を K 値点とするとき、像 f(x) が R 上定義されるならば一意的な持上げ {\displaystyle {\overline {x}}\in X(R)} が存在することである。離散付値環とは1次元の正則局所環に他ならず、Spec K は Spec R の生成点であることに注意すると、この判定法を次のように言い換えることができる。Y 上の正則な曲線（射 s: Spec R → Y に対応）とこの曲線の生成点の X への持上げが与えられたとき、f が固有であるための必要十分条件はこの曲線を完成（complete）させる方法がただ１つ存在することである。
同様に、f が分離的であることと、全てのこのような図式に置いて持上げ {\displaystyle {\overline {x}}\in X(R)} が多くとも1つしかないこととは同値である。
この判定法を用いると、例えば射影空間 Pn が体（Z でもよい）上固有であることが簡単に示せる。R を離散付値環、K をその商体とし、射影空間の任意の K 点 [x0,...,xn] を取る。これは定数倍することで座標が全て R に入り、かつ少なくとも１つが R の単数になるようにできるので、R 点から来ており、判定法の条件が満たされている。

### 円板を使った幾何的解釈
固有性の付値判定法を直感的に理解するために、複素数体上の形式的冪級数環（これは離散付値環）のスペクトル {\displaystyle {\text{Spec}}(\mathbb {C} [[t]])} を考える。幾何学的には、これは無限小の円板、もしくは複素解析的に円板 {\displaystyle \Delta =\{x\in \mathbb {C} :|x|<1\}} と解釈することができる。原点まわりの半径 {\displaystyle r} の円板で収束する任意の冪級数
{\displaystyle f(t)=\sum _{n=0}^{\infty }a_{n}t^{n}}
は、定数倍の座標変換をすると単位円板上の冪級数として表すことができるからである。この冪級数環の商体は、{\displaystyle t} の逆元を加えた、原点で極を持ってもよい冪級数からなる環 {\displaystyle \mathbb {C} [[t]][t^{-1}]=\mathbb {C} ((t))} である。幾何学的には、これは原点を除いた開円板 {\displaystyle \Delta ^{*}=\{x\in \mathbb {C} :0<|x|<1\}} を表している。{\displaystyle {\text{Spec}}(\mathbb {C} )} 上のスキームの射に対して、離散付値環として上記のものを取って固有性の付値判定法の状況にあてはめると、次の可換図式になる。
{\displaystyle {\begin{matrix}\Delta ^{*}&\to &X\\\downarrow &&\downarrow \\\Delta &\to &Y\end{matrix}}}
固有性の付値判定法は、{\displaystyle \Delta ^{*}} から {\displaystyle X} への射を点 {\displaystyle 0\in \Delta } で埋めて {\displaystyle \Delta } から {\displaystyle X} への射にできることが、固有であることの必要十分条件だと主張している。

#### 例
閉じたコンパクト多様体の類似物でなぜ固有性の付値判定法が成り立つのか直感的に理解するために、反例を見てみよう。{\displaystyle X=\mathbb {P} ^{1}-\{x\}}、{\displaystyle Y={\text{Spec}}(\mathbb {C} )} として、{\displaystyle {\text{Spec}}(\mathbb {C} [t,t^{-1}])=\mathbb {A} ^{1}-\{0\}} を {\displaystyle X} の {\displaystyle \{x\}} まわりのアフィン・チャートとする。自然に定義される次の図式
{\displaystyle {\begin{matrix}{\text{Spec}}(\mathbb {C} ((t)))&\to &{\text{Spec}}(\mathbb {C} [t,t^{-1}])\\\downarrow &&\downarrow \\{\text{Spec}}(\mathbb {C} [[t]])&\to &{\text{Spec}}(\mathbb {C} )\end{matrix}}}
の上部の射から、右上は{\displaystyle X} のアフィン・チャートなので、射 {\displaystyle {\text{Spec}}(\mathbb {C} ((t)))\to X} が定義できる。この図式に対応する可換環の可換図式は次のようになっている。
{\displaystyle {\begin{matrix}\mathbb {C} ((t))&\leftarrow &\mathbb {C} [t,t^{-1}]\\\uparrow &&\uparrow \\\mathbb {C} [[t]]&\leftarrow &\mathbb {C} \end{matrix}}}
スキームの図式で持上げ {\displaystyle {\text{Spec}}(\mathbb {C} [[t]])\to {\text{Spec}}(\mathbb {C} [t,t^{-1}])} が存在したとすると、可換環の可換図式で {\displaystyle t\mapsto t} となる射 {\displaystyle \mathbb {C} [t,t^{-1}]\to \mathbb {C} [[t]]} が存在することになるが、これはもちろん起こり得ないので、{\displaystyle X} は {\displaystyle Y} 上固有ではない。

### 曲線を使った幾何的解釈
固有性の付値判定法がなぜ成り立つのかを直感的に教えてくれる同様の例がもう１つある。曲線 {\displaystyle C} と、それから1点を除いた {\displaystyle C-\{p\}} を考える。そのとき、固有性の付値判定法は、次の図式
{\displaystyle {\begin{matrix}C-\{p\}&\rightarrow &X\\\downarrow &&\downarrow \\C&\rightarrow &Y\end{matrix}}}
で持上げ {\displaystyle C\to X} があることと固有であることは同値だと言っている。幾何学的には、持上げが存在するとはスキーム {\displaystyle X} に含まれる任意の曲線は欠けている点を埋めてコンパクトな曲線に完成させることができるということである。位相空間の間の連続写像のファイバーがコンパクトであれば、そのファイバーの中の点列は必ず収束する。上記はこれのスキーム理論での類似物と解釈できる。この幾何的な状況で、問題は局所的であるから、図式において 局所環 {\displaystyle {\mathcal {O}}_{C,{\mathfrak {p}}}}（これは離散付値環）とその商体 {\displaystyle {\text{Frac}}({\mathcal {O}}_{C,{\mathfrak {p}}})} に置き換える。すると、持上げの問題は次の可換図式
{\displaystyle {\begin{matrix}{\text{Spec}}({\text{Frac}}({\mathcal {O}}_{C,{\mathfrak {p}}}))&\rightarrow &X\\\downarrow &&\downarrow \\{\text{Spec}}({\mathcal {O}}_{C,{\mathfrak {p}}})&\rightarrow &Y\end{matrix}}}
の持上げの問題になるが、これが固有性の付値判定法における状況であった。スキーム {\displaystyle {\text{Spec}}({\text{Frac}}({\mathcal {O}}_{C,{\mathfrak {p}}}))} は {\displaystyle {\mathfrak {p}}} のまわりの閉点 {\displaystyle {\mathfrak {p}}} を除いた局所円板と思える。

## 形式スキームの固有射
{\displaystyle f\colon {\mathfrak {X}}\to {\mathfrak {S}}} を局所ネーター形式スキーム（locally noetherian formal scheme）間の射とする。f が固有、または {\displaystyle {\mathfrak {X}}} は {\displaystyle {\mathfrak {S}}} 上固有とは、(i) f が進射（adic morphism）（つまり、定義イデアル（the ideal of definition）を定義イデアルに写す）であって、(ii) 誘導される写像 {\displaystyle f_{0}\colon X_{0}\to S_{0}} が固有であることを言う。ここで、{\displaystyle X_{0}=({\mathfrak {X}},{\mathcal {O}}_{\mathfrak {X}}/I)}, {\displaystyle S_{0}=({\mathfrak {S}},{\mathcal {O}}_{\mathfrak {S}}/K)}, {\displaystyle I=f^{*}(K){\mathcal {O}}_{\mathfrak {X}}} で、K は {\displaystyle {\mathfrak {S}}} の定義イデアルである。この定義は K の取り方によらない。
例えば、g: Y → Z を局所ネータースキームの固有射、Z0 を Z の閉部分集合、Y0 を Y の g(Y0) ⊂ Z0 となるような閉部分集合とすると、形式的完備化上の射 {\displaystyle {\widehat {g}}\colon Y_{/Y_{0}}\to Z_{/Z_{0}}} は形式スキームの固有射である。
グロタンディークはこの状況での連接定理（coherence theorem）を証明した。すなわち、{\displaystyle f\colon {\mathfrak {X}}\to {\mathfrak {S}}} を局所ネーター形式スキームの固有射とし、F を {\displaystyle {\mathfrak {X}}} 上の連接層とすると、高次順像 {\displaystyle R^{i}f_{*}F} は連接層である。